# Ailanthus
Ailantes
Genre
Classification APG III (2009)
Ailanthus est un genre de plantes à fleurs de la famille des Simaroubaceae. Ce sont les ailantes ou ailanthes.

## Liste des espèces
Selon Catalogue of Life (27 octobre 2020) :
- Ailanthus altissima - L'Ailante glanduleux
  - Ailanthus altissima var. sutchuanensis
  - Ailanthus altissima var. tanakai
- Ailanthus excelsa
- Ailanthus fordii
- Ailanthus integrifolia
  - Ailanthus integrifolia subsp. calycina
  - Ailanthus integrifolia subsp. integrifolia
- Ailanthus triphysa
- Ailanthus vietnamensis

Selon ITIS (29 mai 2013) :
- Ailanthus altissima (Mill.) Swingle

Selon NCBI (4 juin 2012) :
- Ailanthus altissima
- Ailanthus fordii
- Ailanthus giraldii
- Ailanthus integrifolia
- Ailanthus triphysa

Selon[réf. nécessaire]
- Ailanthus altissima (Miller) Swingle
- Ailanthus excelsa Roxb.
- Ailanthus malabarica DC.
- Ailanthus moluccana DC.
- Ailanthus triphysa (Dennst.) Alston
- Ailanthus vietnamensis H. V. Sam et Nooteboom, 2007

Selon Paleobiology Database (4 juin 2012) :
- Ailanthus lesquereuxi